# Wolfgang Fridén
Stig Wolfgang Fridén, född 3 april 1919 i Toarps socken, Älvsborgs län, död 7 oktober 1987 i Visby domkyrkoförsamling, var en svensk tecknare och målare.
Han var son till tillskäraren Arvid Fridén och Anna Johansson och från 1947 gift med Gerd Margareta Svensson. Fridén var som konstnär autodidakt. Vid sidan av sitt eget skapande var han verksam som reportagetecknare för olika tidskrifter. Tillsammans med Axel Eriksson och Kerstin Hallroth ställde han ut i Visby 1948 samt med Gotlands konstförenings samlingsutställning 1949. Bland hans arbeten märks en samling porträtt i tusch av kommunalpolitiker i Ångermanland. Som illustratör illustrerade han bland annat Stig Jonsson och Jannis Wallins bok Gutarna och deras prövningar. Han signerade ibland sina verk med W Fri.